# Fantasiens sprog
Fantasiens sprog er en dansk dokumentarfilm fra 1984 instrueret af Annemarie Balle.

## Handling
Et kig ind i et kunstnerægtepars værksted, hvordan de fortolker deres inspirationskilder.